# 外高加索方面军
外高加索方面军是苏联红军在二战期间建立的一个方面军。

## 第一次組建
1941年8月23日，外高加索方面军首次成立。
英苏入侵伊朗期間的1941年8月25日，外高加索方面军部队进入伊朗，消除了巴库油田遭受的直接威胁。
1941年12月30日，外高加索方面军被改組。

## 第二次創建
1942年5月15日，外高加索方面军第二次组建。
伊万·秋列涅夫在1942年5月-1945年8月间担任外高加索方面军司令，第4集团军曾隶属于该方面军。
1945年8月25日，外高加索方面军第二次改組。